# Джей Келли
«Джей Келли» — будущий комедийно-драматический фильм, режиссёра Ноа Баумбаха по сценарию, написанному им совместно с Эмили Мортимер. Главные роли в фильме исполнят Джордж Клуни, Адам Сэндлер, Лора Дерн, Билли Крудап и Райли Кио.

## Сюжет
Подробности сюжета держатся в тайне, но в интервью режиссёр рассказал, что это будет «весёлый и эмоциональный фильм о взрослении взрослых».

## В ролях
- Джордж Клуни — Джей Келли
- Адам Сэндлер — Адам Доэрти
- Лора Дерн — Дайана Доэрти
- Райли Кио — Ванесса Доэрти
- Джим Бродбент — Джимбо
- Джейми Деметриу — Генри
- Билли Крудап — Билл
- Ларс Айдингер — Люк Келли
- Грейс Эдвардс
- Пэтси Ферран — Мэнди Келли
- Айла Фишер — Памела Палмер
- Миранда Косгроув — Китти
- Грета Гервиг
- Таддея Грэм
- Джош Хэмилтон
- Ив Хьюсон
- Стейси Кич
- Санни Сэндлер — Джули Хьюитт
- Сэди Сэндлер — Хейли Хьюитт
- Николь Лекки
- Эмили Мортимер
- Луи Партридж
- Альба Рорвахер
- Чарли Роу — Чарли Хьюитт
- Кайл Соллер
- Джаред Сэндлер
- Джеки Сэндлер — Джеки Хьюитт
- Патрик Уилсон — Фрэнка Хьюитт

## Производство
О начале работы над фильмом стало известно в декабре 2023 года. Ноа Баумбах заключил договор с Netflix о создании своего следующего проекта, главные роли в котором исполнят Джордж Клуни и Адам Сэндлер. Баумбах будет режиссёром и напишет сценарий в соавторстве с Эмили Мортимер. В марте 2024 года к актёрскому составу присоединились Лора Дерн, Билли Крудап и Райли Кио. Позже в том же месяце было объявлено, что актёрский состав дополнят Джим Бродбент, Джейми Деметриу, Ларс Айдингер, Грейс Эдвардс, Пэтси Ферран, Айла Фишер, Грета Гервиг, Таддеа Грэм, Джош Хэмилтон, Ив Хьюсон, Стейси Кич, Николь Леки, Эмили Мортимер, Луис Партридж, Альба Рорвахер, Чарли Роу, Кайл Соллер и Патрик Уилсон.
Съёмки начались в марте 2024 года, производство проходило в Нью-Йорке и Лондоне. Сообщалось, что фильм будет называться «Джей Келли».
Премьера фильма состоится 28 августа 2025 года на 82-ом Венецианском кинофестиваль. Фильм также будет показан на Нью-Йоркском кинофестивале в 2025 году. Планируется, что фильм выйдет в некоторых кинотеатрах 14 ноября 2025 года, а затем выйдет на Netflix 5 декабря.